# Bulbophyllum galliaheneum
Bulbophyllum galliaheneum är en orkidéart som beskrevs av Pieter van Royen. Bulbophyllum galliaheneum ingår i släktet Bulbophyllum och familjen orkidéer. Inga underarter finns listade i Catalogue of Life.